# Ангел Бамбалов
Ангел Лулчев Бамбалов е син е на дребните земеделци от с. Кавакдере, Лулчо и Стояна Бамбалови.
През пролетта на 1876 г. Георги Бенковски посещава селото и основава революционен комитет, начело с Брайко Лулчев Бамбалов, сред чиито помощници бил и Ангел. Комитетът започнал да се готви за предстоящото въстание и изпратил като свои представители на Оборищенското събрание Брайко Механджийски и Ангел Лулчев. При избухването на бунта двамата отишли в Панагюрище, където трябвало да служат на разположение на военното ръководство.
След потушаването на въстанието Ангел Бамбалов се прибрал в родното си село, но скоро след това бил открит, заловен и откаран в пловдивския затвор „Ташкапия“. За него се застъпил предателят Ненко Терзийски от с. Балдево като казал, че погрешно го е посочил между лицата, взели участие на събранието в Оборище. В резултат Ангел бил освободен и доживял до 1896 г.